# Окшово
Окшово — деревня в Меленковском районе Владимирской области России, входит в состав Дмитриевогорского сельского поселения.

## География
Деревня расположена близ Оки в 10 км на юго-запад от центра поселения села Дмитриевы Горы и в 23 км на юго-восток от райцентра города Меленки на границе с Рязанской областью.

## История
В окладных книгах Рязанской епархии за 1676 год Окшово значится деревней в приходе села Санчур; в ней тогда был двор помещиков и 9 дворов крестьянских. Церковь здесь построена в первый раз в 1785 году помещиком М. Языковым, но построена она была не в самой деревне, а на расстоянии полутора верст от нее. В 1852 году крестьяне перенесли церковь в самое село. Церковь эта деревянная; престолов в ней два: главный - во имя Рождества Христова, в приделе - во имя Архангела Михаила. Церковь в Окшове сгорела в сентябре 1984 года.
В конце XIX — начале XX века Окшово — крупное село в составе Димитровско-Горской волости Меленковского уезда. 
С 1929 года село являлось центром Окшовского сельсовета в составе Ляховского района. С 1963 года в составе Меленковского района Владимирской области, позднее вплоть до 2005 года входило в состав Дмитриево-Горского сельсовета. 

## Население
| 1859 | 1897 | 1905 | 1926 | 2002 | 2010 | 2021 |
| ---- | ---- | ---- | ---- | ---- | ---- | ---- |
| 488  | ↗563 | ↗651 | ↗735 | ↘127 | ↘94  | ↘84  |

## Достопримечательности
В 1 км от деревни на берегу Оки располагается место для свободного отдыха "Гандарейка", с которого видны Владимирская; Нижегородская и Рязанская области.